# Radiofreccia (emittente radiotelevisiva)
Radiofreccia è un'emittente radiotelevisiva del gruppo RTL 102.5 dedicata alla musica rock internazionale.

## Storia
Dopo aver acquistato da Radio Padania Libera la concessione comunitaria per trasmettere in tutta Italia, nell'ottobre del 2016 Lorenzo Suraci lancia Radiofreccia, che era comunque già attiva con il nome di RTL Rock sul canale 258 del digitale terrestre e su Internet. L'emittente dichiara di ispirarsi al periodo delle radio libere degli anni settanta; Luciano Ligabue ha autorizzato l'uso del nome tratto dall'omonimo film da lui scritto e pubblicato.
Il 26 ottobre 2016, alle ore 18:00, ha cominciato le trasmissioni al 258 del digitale terrestre nel mux TIMB 1, con una copia "HD" al 558 che però trasmette in SD. L'audio dell'emittente è anche diffuso in FM e DAB+.
La prima canzone trasmessa dall'emittente è stata Smoke on the Water.
Il 12 gennaio 2017 ha cominciato le trasmissioni in chiaro sul satellite in HD nativo al canale 738 di Sky e 34 di Tivùsat.
Dal 1º dicembre 2020 il canale, insieme a RTL 102.5 TV e a Radio Zeta, trasmette sul digitale terrestre solo in alta definizione.
Tutti i programmi di RadioFreccia hanno una loro sigla, in genere si tratta del riff di una canzone il cui titolo ricorda il nome del programma.
La voce dei promo dell'emittente è stata quella del doppiatore Roberto Pedicini fino a gennaio 2024, quando lo speaker ha lasciato la radio.

## Ascolti
| Anno | Gen   | Feb   | Mar   | Apr   | Mag   | Giu   | Lug   | Ago   | Set   | Ott   | Nov   | Dic   | Media anno |
| ---- | ----- | ----- | ----- | ----- | ----- | ----- | ----- | ----- | ----- | ----- | ----- | ----- | ---------- |
| 2016 |       |       |       |       |       |       |       |       |       |       |       |       |            |
| 2017 |       |       |       |       |       |       |       |       |       |       |       |       |            |
| 2018 |       |       |       |       |       |       |       |       |       |       |       |       |            |
| 2019 |       |       |       |       |       |       |       |       |       |       |       |       |            |
| 2020 | N.R.  | N.R.  | N.R.  | N.R.  | N.R.  | 0,03% | 0,03% | 0,02% | 0,03% | 0,02% | 0,03% | 0,03% | 0,02%      |
| 2021 | 0,03% | 0,03% | 0,03% | 0,03% | 0,03% | 0,03% | 0,04% | 0,04% | 0,04% | 0,03% | 0,03% | 0,03% | 0,03%      |
| 2022 | 0,03% | 0,05% | -     | -     | -     | -     | -     | -     | -     | -     | -     | 0,04% | 0,04%      |
| 2023 | 0,03% | 0,03% | 0,03% | 0,03% | 0,03% | 0,03% | 0,03% | 0,03% | 0,02% | 0,03% | 0,03% | -     | 0,03%      |
| 2024 |       |       |       |       |       |       |       |       |       |       |       |       |            |